# Beata Maksymow
Beata Maksymow-Wendt, née le 27 juillet 1967 à Czeladź et morte le 9 juin 2024, est une judoka polonaise.

## Biographie

### Carrière
Beata Maksymow rejoint le club de GKS Jastrzębie à l'âge de 15 ans en 1991. Elle continue chez Błękitni Kielce dans les années 1991-1994 ; elle s'entraîne à KS Jastrzębie pour terminer sa carrière à AZS Wrocław. Championne de Pologne à 23 reprises, entre 1984 et 2000, (9 en catégorie +72 kg, 11 toutes catégories et 3 en catégorie +78 kg), elle participe aux Jeux olympiques d'été de 1992, de 1996 et de 2000.
Beata Maksymow remporte 2 fois les championnats du monde  et 3 fois les championnats d'Europe. 
Après la fin de la carrière elle travaille en tant qu'éducatrice à la prison de Jastrzębie-Zdrój.

### Vie privée
Beata Maksymow se marie avec Dariusz Wendt en 2006, l'année suivante elle met au monde une fille Hanna.

## Palmarès

### Championnats du monde
- Médaille d'or lors des Championnats du monde 1993 à Hamilton (Canada). (toutes catégories)
- Médaille d'or lors des Championnats du monde 1999 à Birmingham (Royaume-Uni). (+78 kg)
- Médaille de bronze lors des Championnats du monde 1989 à Belgrade (Yougoslavie). (+72 kg)
- Médaille de bronze lors des Championnats du monde 1991 à Barcelone (Espagne). (+72 kg)
- Médaille de bronze lors des Championnats du monde 1997 à Paris (France). (+72 kg)

### Championnats d'Europe
- Médaille d'or lors des Championnats d'Europe 1986 à Belgrade (Yougoslavie). (+72 kg)
- Médaille d'or lors des Championnats d'Europe 1991 à Prague (Tchécoslovaquie). (+72 kg)
- Médaille d'or lors des Championnats d'Europe 1997 à Ostende (Belgique). (toutes catégories)
- Médaille d'argent lors des Championnats d'Europe 1989 à Helsinki (Finlande). (toutes catégories)
- Médaille d'argent lors des Championnats d'Europe 1994 à Gdańsk (Pologne). (+72 kg)
- Médaille d'argent lors des Championnats d'Europe 1998 à Oviedo (Espagne). (toutes catégories)
- Médaille de bronze lors des Championnats d'Europe 1985 à Landskrona (Suède). (+72 kg)
- Médaille de bronze lors des Championnats d'Europe 1988 à Pampelune (Espagne). (+72 kg)
- Médaille de bronze lors des Championnats d'Europe 1989 à Helsinki (Finlande). (+72 kg)
- Médaille de bronze lors des Championnats d'Europe 1993 à Athènes (Grèce). (toutes catégories)
- Médaille de bronze lors des Championnats d'Europe 1994 à Gdańsk (Pologne). (toutes catégories)
- Médaille de bronze lors des Championnats d'Europe 1995 à Birmingham (Royaume-Uni). (+72 kg)
- Médaille de bronze lors des Championnats d'Europe 1997 à Ostende (Belgique). (+72 kg)

### Championnats de Pologne
- Médaille d'or aux Championnats de Pologne 1984, 1988, 1989, 1991, 1992, 1993, 1995, 1996 et 1997 (+72 kg).
- Médaille d'or aux Championnats de Pologne 1998, 1999 et 2000 (+78 kg).
- Médaille d'or aux Championnats de Pologne 1986, 1989, 1991, 1992, 1993, 1994, 1995, 1996, 1997, 1999 et 2000 (toutes catégories).
- Médaille d'argent aux Championnats de Pologne 1985, 1986 et 1994 (+72 kg).
- Médaille de bronze aux Championnats de Pologne 1988 (toutes catégories).